# 尼爾奧茲襲擊
2023年10月7日阿克薩洪水行動中，來自加沙走廊的哈馬斯武裝分子入侵以色列南部區的尼爾奧茲基布茲，屠殺了數十名居民，焚燒房屋並綁架平民。《圖片報》報道稱，基布茲有20 人被殺，80人被綁架。《耶路撒冷郵報》也估計，尼爾奧茲有80人被綁架。一位資深戰地記者的報道稱，「尼爾奧茲大約四分之一的人遭到殺害、綁架或嚴重傷害。倖存者無處可歸。」據一份報告稱，該社區400名居民中有240人失踪或確認死亡。倖存的基布茲成員被疏散到艾拉特。
哈馬斯在尼爾奧茲的一個安全室屠殺凱德姆一家，他們是塔瑪爾、約拿單、約拿單的媽媽、兩個女兒沙哈爾和阿貝爾，還有一名4歲的兒子奧默。他們還殺害一名老婦，並將殺害她的影片上載到她Facebook賬戶上。波蘭—以色列歷史學家亞歷克斯·丹西格也是在尼爾奧茲被綁架的人之一。

## 另見
- 大屠杀列表
- 雷姆音樂節大屠殺
- 卡法阿扎大屠殺
- 貝埃里大屠殺